# Järnhatt

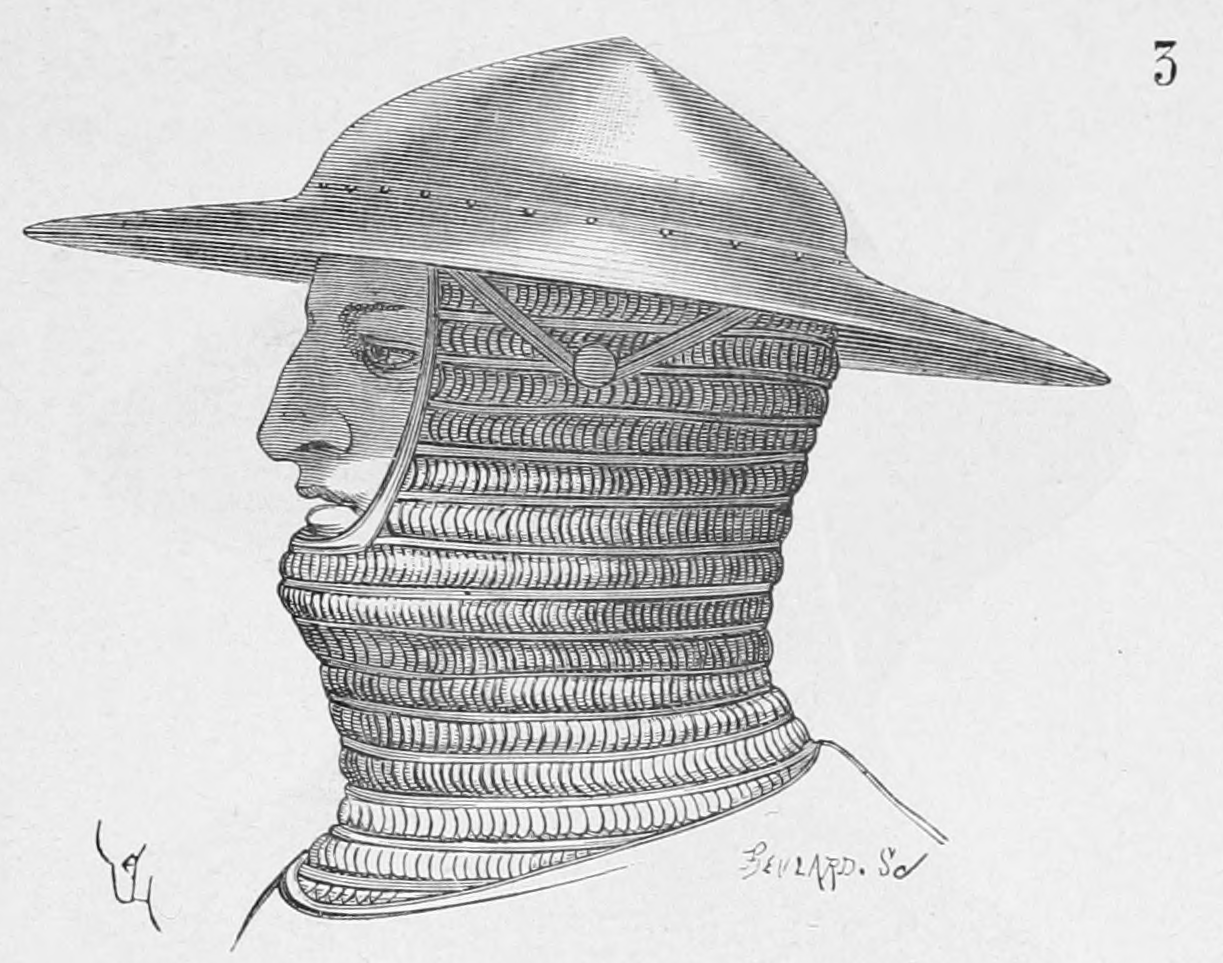
Illustration av en järnhatt buren över en brynjehuva.

Järnhatt, även känd som kittelhatt, var en hjälmtyp som användes i Europa under medeltiden. Järnhatten brukades, i ett flertal varianter, från 1100-talets slut till 1600-talets mitt.

### Webbkällor
Nationalencyklopedin: Järnhatt